# Gigea
Gigea (en llatí Gygaea, en grec antic Γυγαίη), era filla del rei Amintes I de Macedònia i germana del rei Alexandre I de Macedònia.
El seu germà (rei del 498 aC al 454 aC) va concedir la seva mà al general persa Bubares a canvi d'aturar les investigacions que havia de portar a terme per ordre de Darios el Gran en resposta a l'assassinat dels enviats perses que anaven a demanar la submissió del país i als que Alexandre va fer matar. Bubares i Gigea van tenir un fill de nom Amintes, a qui Xerxes va donar la ciutat d'Alabanda a Cària.